# 策梅洛集合论
策梅洛集合论（德語：Zermelo-Mengenlehre），设立自恩斯特·策梅洛在1908年的重要论文，它是现代集合论的祖先。它与它的后代有特定的差别，经常被误解并经常被误引用。本文架设最初的公理，带有最初的文本（从德文译成了英文）和编号。

## 策梅洛集合论的公理
- 公理I。外延性公理（Axiom der Bestimmtheit）：“如果一个集合M的所有元素也是N的元素，且反之亦然...则M = N。简要的说，所有集合由它所包含的元素确定”。
- 公理II。基本集合公理（Axiom der Elementarmengen）：“存在这样的一个集合，即空集{\displaystyle \varnothing }，它根本不包含元素。如果a是域的任何元素，存在一个集合{a}包含a并只包含a作为元素。如果a和b是域的任何两个元素，总是存在一个集合{a, b}包含a和b作为元素，而不包含不同于它们二者的对象x”。参见空集公理、对集公理。
- 公理III。分离公理（Axiom der Aussonderung）：“只要命题函数–(x)对于一个集合M的所有元素是明确的，则存在M一个子集M' ，它精确地包含M中使–(x)为真的那些元素作为元素”。
- 公理IV。幂集公理（Axiom der Potenzmenge）：“对于所有集合T都对应着一个集合T' ，T的幂集，精确的包含T的所有子集作为元素”。
- 公理V。并集公理（Axiom der Vereinigung）：“对于所有集合T都对应着一个集合∪T，T的并集，精确的包含T的元素们的所有元素作为元素”。
- 公理VI。选择公理（Axiom der Auswahl）：“如果T是其元素都是不同于{\displaystyle \varnothing }并且相互无交的集合们的集合，它的并集∪T包含至少一个子集S1有一个且只有一个元素公共于T的每个元素”。
- 公理VII。无穷公理（Axiom des Unendlichen）：“在域中存在至少一个集合Z包含空集作为一个元素，并且对于它的每个元素a都对应着形如{a}的进一步元素而构成的，换句话说，对于它的每个元素a它也包含对应的集合{a}作为元素”。

## 与标准集合论的联系
公认的标准集合论是策梅洛-弗兰克尔集合论。其中没有“基本集合公理”的完全对应者。（后来证实单元素集合可以从所谓的“对集公理”推导出来。如果a存在，a和a存在，所以{a,a}存在。通过外延性{a,a} = {a}。）空集公理已经被无穷公理所假定，现在不被包括为它的一部分了。
这里的公理不包括正规公理和替代公理。它们是Thoralf Skolem在1922年基于同一年早些时候Adolf Fraenkel的工作而增加的。
在现代ZFC系统中，在分离公理中提及的“命题函数”被解释为“可用带有参数的一阶公式定义的任何性质”。“一阶公式”的概念在1904年策梅洛发表他的公理的时候是未知的，而他后来拒绝这种解释因为太受限制了。
在通常的ZFC集合论的累积层次Vα（对于序数α）中，对于大于第一个无限序数ω的极限序数α的集合Vα之一形成了策梅洛集合论的模型。所以策梅洛集合论的相容性是ZFC集合论的一个定理。策梅洛的公理不允许很多无限基数的存在；例如，在策梅洛集合论的模型Vω+ω中对于有限序数α只有无限基数{\displaystyle \aleph _{\alpha }\ }。
无穷公理现在通常被修改为断言第一个无限冯·诺伊曼序数{\displaystyle \omega \ }的存在性；有意思的是观察到最初的策梅洛公理不能证明这个集合的存在，而修改后的策梅洛公理也不能证明策梅洛的无穷公理。策梅洛的公理（最初的或修改后的）不能证明{\displaystyle V_{\omega }\ }作为一个集合的存在性，也不能证明带有无限标定（index）的累积层次的任何阶的存在性。

## 策梅洛论文的目标
介绍声称了集合论学科的真正存在性，“它好像受到从它的原理推导出的特定矛盾或“自相矛盾”的威胁–这些原理必然支配我们的思维–而完全满意的解决似乎仍未找到。”策梅洛当然指的是罗素悖论。
他说希望展示康托尔和戴德金的最初理论如何被简约到很少的定义和一些原理或公理。他说他仍未能够证明这些公理是相容的。

## 分离公理
策梅洛注解他的系统中的公理III负责消除悖论。它不同于康托尔最初的定义。
集合不能用任何任意的逻辑上可定义的概念来独立的定义。它们必须被“分离”为已经“给出”的集合的子集。他说这消除了矛盾性的想法如“所有集合的集合”或“所有序数的集合”。

## 康托尔定理
策梅洛的论文因第一次提及康托尔定理而著名。它严格的凭借了集合论的概念，因此不完全同于最初的康托尔对角论证法。

## 引用
- Zermelo, Ernst. "Untersuchungen über die Grundlagen der Mengenlehre I". Mathematische Annalen, 65: 261-281, 1908. English translation, "Investigations in the foundations of set theory" in Heijenoort 1967, pages 199-215.